# Ponche segoviano
El ponche segoviano es un postre muy tradicional y representativo de la gastronomía de la provincia de Segovia.
Consiste en un bizcocho rectangular humedecido en almíbar, relleno de crema pastelera y cubierto por una capa de mazapán y azúcar glas, por lo que su elaboración es similar a la tarta capuchina.

## Historia
El origen de este dulce se lo debemos al confitero Frutos García, el primero en comercializarlo en 1926, y tuvo tanto éxito que el rey Alfonso XIII de España, quien lo había probado durante una de sus estancias en el Palacio Real de La Granja de San Ildefonso, le animó a que lo presentara en la Exposición Internacional de Barcelona de 1929, en la que ganó la medalla de oro y le proporcionó una gran repercusión. La receta original permaneció secreta y no fue patentada por sus descendientes hasta 1996. Aunque el producto tiene marca registrada y su receta original no ha sido desvelada, es un postre realizado por pastelerías de toda la provincia, y su receta básica está ampliamente extendida.

## Características
Su elaboración sigue un patrón tradicional, consiguiendo un bizcocho de forma rectangular realizado con harina, huevos y azúcar, que una vez rociado con jarabe compuesto de agua y azúcar a partes iguales, se rellena de crema pastelera y se cubre de una fina capa de mazapán. Finalmente se adorna con azúcar glas, sobre el que se aplica una pieza de hierro al rojo vivo que derrite el azúcar dibujando unos rombos de color tostado que le confieren su aspecto característico. Es en conjunto un dulce de textura suave. Debido a los ingredientes de relleno, su caducidad no supera los cinco días, y debe conservarse siempre en lugares refrigerados.
Su fama ha hecho que incluso se elaboren licores con sabor a este postre. Además, una asociación benéfica de Segovia consiguió incluir en el libro Guinness de los récords el ponche segoviano más largo.